# مارفل سوبر هيروس ضد ستريت فايتر
مارفل سوبر هيروس ضد ستريت فايتر (بالإنجليزية: Marvel Super Heroes vs. Street Fighter)‏، هي الجزء الثاني من سلسلة ألعاب مارفل ضد كابكوم، وهي لعبة قتال طورتها ونشرتها شركة كابكوم في الأسواق عام 1997 على منصات الآركيد، وبعدها بسنوات على منصات سيغا ساترن، وبلاي ستيشن، وهي تتمة للعبة إكس مان ضد ستريت فايتر.

## اللعب
لعبة مارفل سوبر هيروس ضد ستريت فايتر (بالإنجليزية: Marvel Super Heroes vs. Street Fighter)‏، تعد الإمتياز الثاني من سلسلة ألعاب مارفل ضد كابكوم، ومثل سابقتها إكس مان ضد ستريت فايتر، بإمكانك الإختيار بين الشخصيتين لتكوين فريق واحد ضد فريق أخر، لدى الشخصيات نقاط الحياة خاصة بها، في بداية النزال، أنت نتحكم بشخصيتك، بينما الشخصية الثانية تبقى خارج الشاشة وداعمة في نفس الوقت، يجب أن تستخدم الحركات المتنوعة من أجل هزيمة خصمك، وإذا وصل الوقت إلى الصفر، وأنت تحمل نقاط الحياة كاملة، يتم إعتبارك فائزا.